# Trasa Sucharskiego
Trasa im. majora Henryka Sucharskiego – bezkolizyjna droga w Gdańsku, która łączy Terminal kontenerowy DCT oraz Port Północny z Południową Obwodnicą Gdańska. Trasa ta po wybudowaniu tunelu pod Martwą Wisłą stanowi jeden z ostatnich fragmentów tras europejskich E75 oraz E77 w Polsce.

## Zadania drogi
Trasa Sucharskiego jako część drogi krajowej nr 89 stanowi podstawowe drogowe połączenie portu morskiego Gdańsk (a szczególnie Portu Północnego) z siecią pozostałych dróg krajowych, w tym z drogą ekspresową S7 i autostradą A1.
Drugim zadaniem Trasy Sucharskiego jest połączenie innych tras: południowej obwodnicy Gdańska i budowanej Trasy Słowackiego. Ma stanowić część tzw. północnej obwodnicy Gdańska, w której skład będą wchodzić właśnie Trasa Sucharskiego, Trasa Słowackiego, Droga Zielona oraz Trasa Kaszubska (zwana też Trasą Lęborską).
Trasa umożliwia dojazd do portu z pominięciem Śródmieścia Gdańska. Połączy także (po ukończeniu Trasy Słowackiego) północne dzielnice Gdańska, Sopot i Gdynię z drogą nr 7 w kierunku Warszawy.

## Przebieg
Trasa Sucharskiego przebiega przez następujące dzielnice i osiedla Gdańska:
- Przeróbka
  - Sączki
  - Westerplatte
- Rudniki
  - Błonia
  - Miałki Szlak
- Olszynka
  - Olszynka Wielka

Droga przecina Martwą Wisłę mostem im. Jana Pawła II w rejonie ul. Elbląskiej, który od oddania do użytku 9 listopada 2001 do czasu otwarcia Mostu Rędzińskiego we Wrocławiu w dniu 31 sierpnia 2011 był najdłuższym mostem wantowym w Polsce pod względem rozpiętości przęseł. Druga inwestycja – Tunel pod Martwą Wisłą, zaraz za ujściem Kanału Kaszubskiego do Martwej Wisły, została włączona do planu budowy Trasy Słowackiego.

## Inwestycja

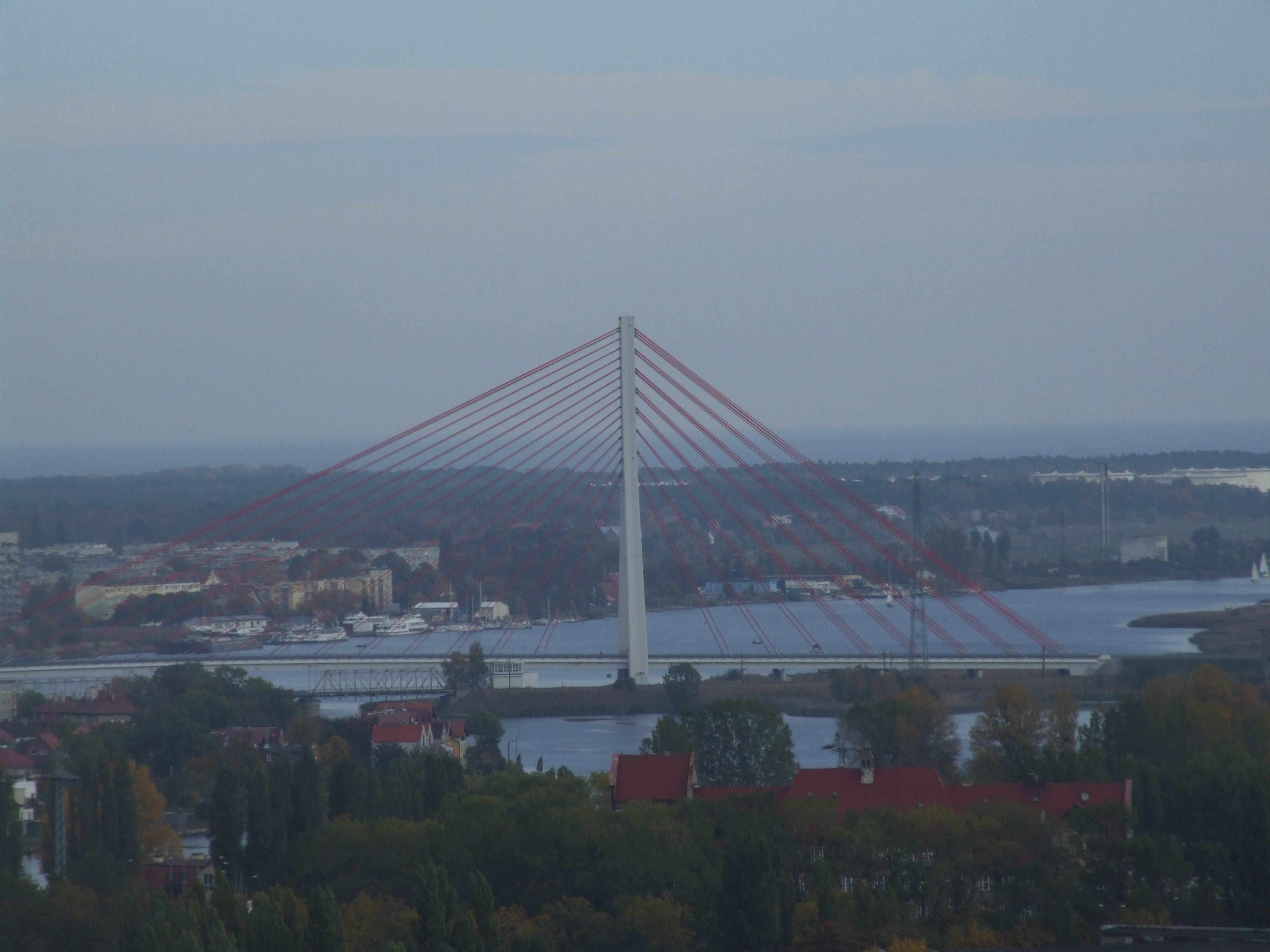
Most wantowy im. Jana Pawła II w Gdańsku – element trasy

Trasa Sucharskiego jest inwestycją drogową zapisaną w projekcie budowy i modernizacji dróg w Gdańsku w latach 2007–2013 o nazwie Gdańsk Szerokiej Drogi. Całkowity koszt dokończenia inwestycji szacuje się na kwotę 0,82 mld zł – 1,25 mld zł–1,2 mld zł. Zgodnie z harmonogramem, inwestycja miała zostać zrealizowana w latach 2009-2011.
W grudniu 2006 Gazeta Wyborcza opublikowała informacje, że projekt został wykreślony z rządowej listy projektów współfinansowanych przez Unię Europejską, przez co budowa stanęła pod znakiem zapytania. O powrót na tzw. listę indykatywną w Ministerstwie Gospodarki Morskiej zabiegała większość polityków województwa pomorskiego. Inwestycja została przywrócona na listę decyzją posiedzenia Rady Ministrów z dnia 3 stycznia 2007.
18.02.2009 r. Andrzej Bojanowski, zastępca prezydenta miasta Gdańska, powiedział, że projekt będzie realizowany kluczowymi etapami. Przetarg na pierwszy odcinek zostanie ogłoszony pod koniec 2009 r. Cała trasa powinna powstać do 2014 r.
22 czerwca 2011 otwarto odcinek od Westerplatte do węzła „Ku Ujściu”, wybudowany przez firmę Skanska. 22 czerwca 2011 podpisano umowę na budowę odcinka łączącego Obwodnicę Południową z istniejącym odcinkiem trasy zaczynającym się przy ul. Elbląskiej. 30 listopada 2012 oddano do użytku odcinek między węzłem Ku Ujściu a mostem wantowym.
29 grudnia 2012 przejezdność uzyskał odcinek pomiędzy ul. Elbląską a Południową Obwodnicą. W kierunku Portu Północnego na odcinek wjeżdża się poprzez węzeł Gdańsk-Port na Południowej Obwodnicy.